# Fred Gwynne
Frederick Hubbard Gwynne (Nueva York, 10 de julio de 1926-Taneytown, Maryland, 2 de julio de 1993), conocido como Fred Gwynne, fue un actor estadounidense. Conocido por sus papeles en las comedias de situación de la década de 1960 Car 54, Where Are You? (en América Latina, Patrulla 54, conteste) y como Herman Munster en The Munsters (La familia Monster), así como sus papeles posteriores en The Cotton Club, Pet Sematary y Mi primo Vinny.

## Biografía

### Primeros años
Gwynne nació el 10 de julio de 1926 en la ciudad de Nueva York, hijo de Frederick Walker Gwynne, socio de la firma de valores Gwynne Brothers y su esposa Dorothy Ficken Gwynne, quien, antes de su matrimonio, era una artista de éxito conocida por su personaje cómico de Sunny Jim. Su abuelo paterno Walker Gwynne fue un sacerdote anglicano, nacido en Camus, Condado de Tyrone, Irlanda alrededor de 1846, que se casó con la estadounidense Helen Lea Bowers. Su abuelo materno Henry Edwards Ficken era un emigrante de Londres, Reino Unido que se casó con la estadounidense Josephine o Josephina Preston Hubbard. Tenía al menos dos hermanos, Dorothy Gwynne y Bowers Gwynne, quienes murieron jóvenes. Aunque Gwynne creció en Tuxedo Park, Nueva York, pasó la mayor parte de su infancia en Carolina del Sur, Florida y Colorado porque su padre viajaba mucho. Asistió a la Escuela Groton.
Durante la Segunda Guerra Mundial, Gwynne sirvió en la Marina de los Estados Unidos como operador de radio en un cazador de submarinos. En la década de 1940, Gwynne era instructor de natación en verano en la piscina del Duxbury Yacht Club en Duxbury, Massachusetts. Más tarde, estudió arte bajo el GI Bill antes de asistir a Harvard, donde se afilió a Adams House, graduándose en 1951. Fue miembro del Fly Club, cantó con el grupo a cappella Harvard Krokodiloes, fue caricaturista para Harvard Lampoon (finalmente se convirtió en su presidente) y actuó para el Teatro de pudín apresurado.

## Carrera
Gwynne se unió a la Brattle Theatre Repertory Company después de su graduación en 1951, luego se mudó a la ciudad de Nueva York. Para mantenerse, trabajó como redactor publicitario para J. Walter Thompson, y renunció en 1952 al ser elegido para su primer papel en Broadway, un gánster en una comedia llamada Mrs. McThing, protagonizada por Helen Hayes. Otro de sus primeros papeles fue una producción de la New York City Drama Company en el City Center: Love's Labour's Lost, de William Shakespeare, en 1953, en el papel de Dull, un alguacil.
En 1954, hizo su primera aparición cinematográfica interpretando, en un papel no acreditado, el lacónico personaje Slim en la película On the Waterfront, ganadora del Oscar. Poco después, Phil Silvers lo buscó para su programa de televisión porque le había impresionado su trabajo cómico en Mrs. McThing. Como resultado, Gwynne hizo una aparición memorable en The Phil Silvers Show, en el episodio «The Eating Contest» como el personaje del cabo Ed Honnergar, cuyos atracones depresivos son explotados en un concurso de comidas.
La segunda aparición de Gwynne en The Phil Silvers Show (en el episodio «It's for the Birds») y las apariciones en muchos otros programas llevaron al escritor y productor Nat Hiken a incluirlo en la comedia Car 54, Where Are You? como el patrullero Francis Muldoon.
Gwynne medía 1,96 m, atributo que contribuyó a que lo eligieran como Herman Munster, una parodia de la criatura de Frankenstein, en la comedia de situación The Munsters. Para su papel, tuvo que usar cuarenta o cincuenta libras de relleno, maquillaje y botas esparcidoras de asfalto de cuatro pulgadas. Su rostro estaba pintado de un violeta brillante porque capturaba la mayor cantidad de luz en la película en blanco y negro. Gwynne era conocido por su sentido del humor y conservó buenos recuerdos de Herman, del que dijo después: «Podría decirte la verdad. Amo al viejo Herman Munster. Por mucho que trato de no hacerlo, no puede dejar de gustarme ese tipo».
Después de su papel icónico en The Munsters, quedó encasillado, incapaz de obtener nuevos roles de personajes de cine durante más de dos años. En 1969, fue elegido como Jonathan Brewster en una producción televisiva: Arsenic and Old Lace. El personaje de Brewster fue interpretado originalmente por Boris Karloff en la producción de Broadway de la obra. Karloff interpretó el personaje de Frankenstein de las películas en el que se basó el personaje de Herman Munster de Gwynne. Gwynne luego encontró el éxito como actor de teatro en producciones estatales regionales en todo el país, manteniendo un perfil bajo de Hollywood.
Gwynne, un talentoso vocalista, cantó en una producción televisiva del Hallmark Hall of Fame, The Littlest Angel (1969), y luego actuó en diversos papeles en el escenario y en la pantalla. En 1974, basándose en sus propias raíces sureñas, apareció en el papel de Big Daddy Pollitt en el renacimiento de Broadway de Cat on a Hot Tin Roof, con Elizabeth Ashley, Keir Dullea y Kate Reid. En 1975, interpretó al director de escena en Our Town, en el American Shakespeare Theatre en Stratford, Connecticut.
Regresó a Broadway en 1976 como el coronel JC Kinkaid en dos partes de A Texas Trilogy. En 1984, Gwynne hizo una audición para el papel de Henry en la comedia Punky Brewster. Luego se retiró, frustrado, cuando un director lo identificó como Herman Munster en lugar de llamarlo por su nombre real. El papel de Henry fue para George Gaynes.
En 1987, Fred Gwynne protagonizó la serie de televisión Jake's MO, de corta duración, en la que interpretó a un reportero de investigación.
La interpretación de Fred Gwynne como Jud Crandall en Pet Sematary se basó en el autor Stephen King, que es solo una pulgada más bajo que el actor y usa un dialecto de Maine igualmente grueso. La semejanza y el acento del personaje, interpretado por Gwynne, se han utilizado en varios episodios del programa animado South Park, desde el 2001 hasta el 2019.
Gwynne también tuvo papeles en las películas Simon, On the Waterfront, Tan fino, Crimen desorganizado, El club del algodón, Capitanes valientes, El secreto de mi éxito, Agua, Hierba de hierro, Atracción fatal y El niño que podía volar.
A pesar de su recelo por haber sido encasillado, aceptó volver a interpretar el papel de Herman Munster para la película de reunión televisiva de 1981 The Munsters 'Revenge.
Interpretó al juez Chamberlain Haller en su última película, la comedia de 1992 My Cousin Vinny.

## Vida personal
En 1952, Gwynne se casó con Jean «Foxy» Reynard, nieta del mayor William Jau Gaynor de New York. Antes del divorcio en 1980, la pareja tuvo 5 hijos: Gaynor (hija nacida en 1952); Kieron (hijo nacido en 1954); Evan (hijo nacido en 1956); Madyn (hija nacida 1965), y Dylan (hijo nacido en septiembre de 1962 y fallecido el 12 de julio de 1963, ahogado).
En 1988, Gwynne se casó con Deborah Flater.

## Muerte
Gwynne murió de complicaciones de cáncer de páncreas, el 2 de julio de 1993 en su cuarto de su hogar en Taneytown, Maryland, 8 días previos a su cumpleaños 67. Fue sepultado en Sandy Mount United Methodist Church Cemetery en Finksburg, Maryland. Le sobreviven cuatro de sus cinco hijos.

## Filmografía selecta
- 1992: Mi primo Vinny
- 1991: Shadows and Fog
- 1989: Disorganized Crime
- 1989: Pet Sematary
- 1987: El secreto de mi éxito
- 1987: Ironweed
- 1987: Atracción fatal
- 1986: Vanishing Act
- 1986: The Boy Who Could Fly
- 1986: Off Beat
- 1985: Water
- 1984: The Cotton Club
- 1982: Mark Twain Classics: Mysterious Stranger
- 1981: So Fine
- 1981: The Munsters' Revenge
- 1980: Simon
- 1980: Day with Conrad Green
- 1979: La luna
- 1954: On the Waterfront